# Warna (Rosja)
Warna (ros. Варна) – wieś w Rosji, w obwodzie czelabińskim. W 2010 roku liczyła 9869 mieszkańców.
W miejscowości znajduje się filia Południowouralskiego Uniwersytetu Państwowego.